# Peter V. Brett

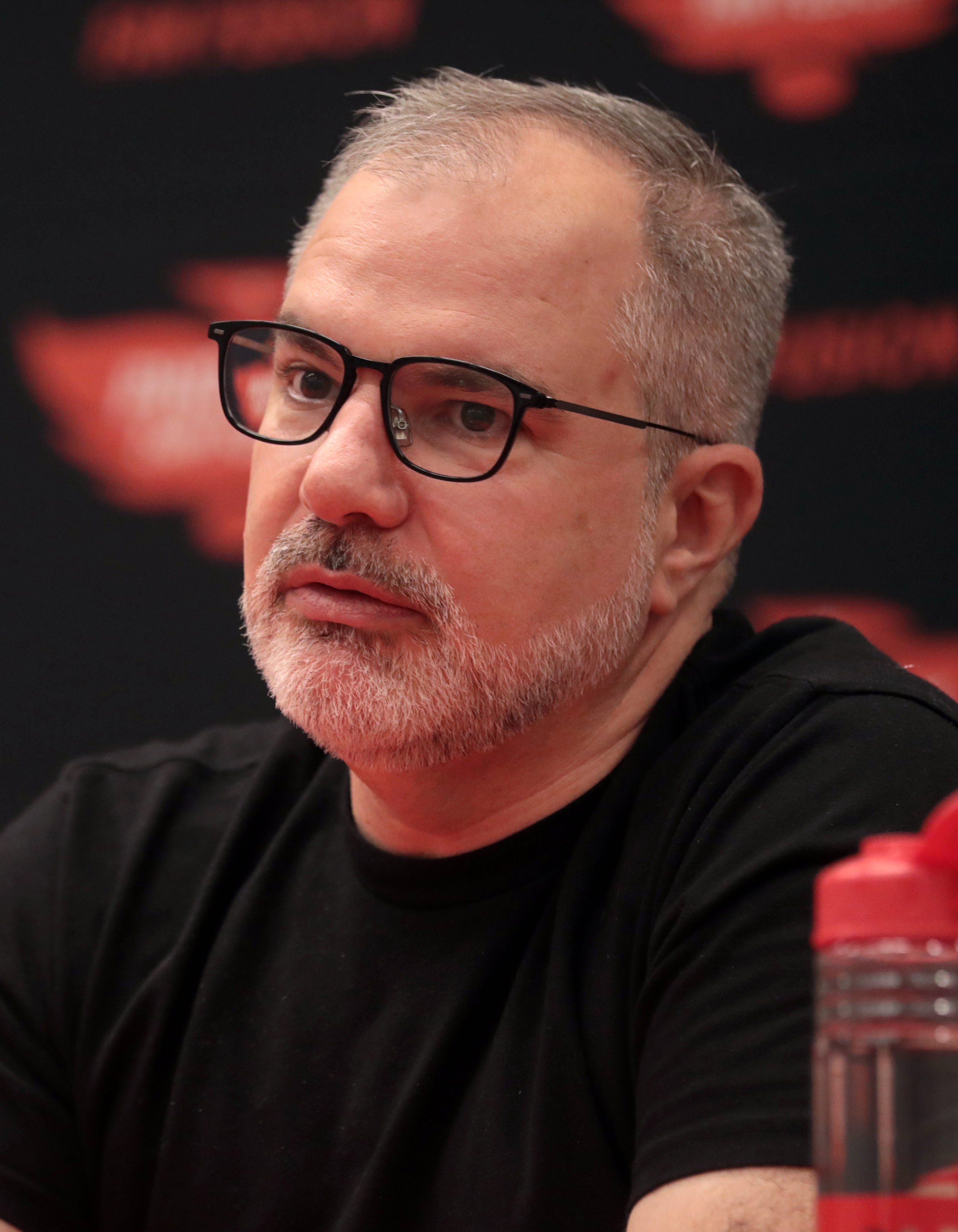
Peter V. Brett (2022)

Peter V. Brett (* 8. Februar 1973 in New Rochelle, New York) ist ein US-amerikanischer Autor von Fantasy-Romanen.

## Leben
Brett studierte Englische Literatur und Kunstgeschichte. Danach arbeitete er zehn Jahre als Lektor für medizinische Fachliteratur, bevor er sich ganz dem Schreiben von Romanen widmete.
Heute lebt Brett mit seiner Familie in Brooklyn, New York.

## Werk
Sein Debüt Das Lied der Dunkelheit (engl. Original The Painted Man) als erster Teil der Dämonensaga wurde weltweit von Kritikern und Lesern positiv aufgenommen (z. B.). 2010 erschienen die Fortsetzung  Das Flüstern der Nacht und Der große Basar (als Nebenbuch zum ersten Teil). Die Hauptreihe wurde 2017 mit dem fünften Buch The Core, welches in der dt. Übersetzung in zwei Bände geteilt wurde, abgeschlossen. Im gleichen Universum, jedoch 15 Jahre später, setzt die Erzählung der Nightfall Saga ein, deren erster Band Der Prinz der Wüste 2021 veröffentlicht wurde.

## Bibliographie

### Thesa
Die Dämonensaga
- Das Lied der Dunkelheit. Heyne, 2009, ISBN 978-3-453-52476-7 (engl. Original: The Painted Man. (US-Titel: The Warded Man.), 2009, ISBN 978-0-00-727613-4)
- Das Flüstern der Nacht. Heyne, 2010, ISBN 978-3-453-52611-2 (engl. Original: The Desert Spear. 2010, ISBN 978-0-00-727616-5)
- Die Flammen der Dämmerung. Heyne, 2013, ISBN 978-3-453-52474-3 (engl. Original: The Daylight War. 2013, ISBN 978-0-00-727621-9)
- Der Thron der Finsternis. Heyne, September 2015, ISBN 978-3-453-31573-0 (engl. Original: The Skull Throne. März 2015, ISBN 978-0-345-53148-3)
- Das Leuchten der Magie. Heyne, Dezember 2017, ISBN 978-3-453-31574-7 (engl. Original: The Core. September 2017, ISBN 978-0-00-742572-3)
- Die Stimmen des Abgrunds. Heyne, April 2018, ISBN 978-3-453-31938-7 (zweite Hälfte der deutschen Übersetzung von The Core.)

Die Nightfall Saga
- Der Prinz der Wüste. Heyne, Oktober 2021, ISBN 978-3-453-31811-3 (engl. Original: The Desert Prince. August 2021, ISBN 978-0-00-830977-0)
- Die Fürstin der Schatten. Heyne, November 2024, ISBN 978-3-453-32028-4 (engl. Original: The Hidden Queen. März 2024, ISBN 978-0-00-8309886)

Einzelromane
- Der große Basar. Heyne, 2010, ISBN 978-3-453-52708-9 (engl. Original: The Great Bazaar, and Other Stories. 2010, ISBN 978-1-59606-289-4)
- engl. Original: Brayan's Gold. 2011, ISBN 978-1-59606-363-1 (keine eigene deutsche Ausgabe, veröffentlicht in Der große Basar und Das Feuer der Dämonen)
- Das Erbe des Kuriers. Heyne, 14. April 2015, ISBN 978-3-453-31682-9 (engl. Original: Messenger’s Legacy. 2014, ISBN 978-0-00-811470-1)
- Selias Geheimnis. Heyne, 8. Oktober 2018, ISBN 978-3-453-31970-7 (engl. Original: Barren. 2018, ISBN 978-0-00-823412-6)
- Das Feuer der Dämonen. Heyne, Januar 2020, ISBN 978-3-453-32053-6 (dt. Ausgabe der vier zuvor erschienenen Einzelromane)

Kurzgeschichten
- engl. Original: Mudboy. 2013, als Teil der Sammlung Unfettered: Tales by Masters of Fantasy von Shawn Speakman[6]

## Verfilmung
Paul W. S. Anderson (Regie) und Jeremy Bolt (Produzent), die zusammen schon für die Resident-Evil-Verfilmungen verantwortlich zeichnen, hatten sich zwischenzeitlich die Rechte für eine Verfilmung des ersten Buchs Das Lied der Dunkelheit gesichert, die Filmrechte jedoch wieder abgegeben. 2016 wurden die Filmrechte an Spike Seldin und Hans Futterman vergeben.